# Mistrovství Evropy juniorů v ledním hokeji 1997
Mistrovství Evropy juniorů v ledním hokeji 1997 byl 30. ročník této soutěže. Turnaj hostila od 14. do 22. dubna česká města Znojmo a Třebíč. Hráli na něm hokejisté narození v roce 1979 a mladší.

## Výsledky

### Základní skupiny
| Poř. | Tým       | SUI | CZE | RUS | UKR | Z | V | R | P | Skóre | B |
| 1.   | Švýcarsko | —   | 4:3 | 6:2 | 2:4 | 3 | 2 | 0 | 1 | 12:9  | 4 |
| 2.   | Česko     | 3:4 | —   | 4:4 | 8:1 | 3 | 1 | 1 | 1 | 15:9  | 3 |
| 3.   | Rusko     | 2:6 | 4:4 | —   | 8:2 | 3 | 1 | 1 | 1 | 14:12 | 3 |
| 4.   | Ukrajina  | 4:2 | 1:8 | 2:8 | —   | 3 | 1 | 0 | 2 | 7:18  | 2 |

| Poř. | Tým       | FIN | SWE | SVK | GER | Z | V | R | P | Skóre | B |
| 1.   | Finsko    | —   | 3:3 | 5:0 | 3:0 | 3 | 2 | 1 | 0 | 11:3  | 5 |
| 2.   | Švédsko   | 3:3 | —   | 6:2 | 6:3 | 3 | 2 | 1 | 0 | 15:8  | 5 |
| 3.   | Slovensko | 0:5 | 2:6 | —   | 7:2 | 3 | 1 | 0 | 2 | 9:13  | 2 |
| 4.   | Německo   | 0:3 | 3:6 | 2:7 | —   | 3 | 0 | 0 | 3 | 5:16  | 0 |

### Finálová skupina
Vzájemné výsledky ze základních skupin se započetly postupujícím i do finálové. Umístění v této skupině bylo konečným výsledkem mužstev na turnaji
| Poř. | Tým       | FIN   | SWE   | SUI   | RUS   | CZE   | SVK   | Z | V | R | P | Skóre | B |
| 1.   | Finsko    | —     | (3:3) | 8:1   | 4:2   | 3:2   | (5:0) | 5 | 4 | 1 | 0 | 23:8  | 9 |
| 2.   | Švédsko   | (3:3) | —     | 4:2   | 4:4   | 4:1   | (6:2) | 5 | 3 | 2 | 0 | 21:12 | 8 |
| 3.   | Švýcarsko | 1:8   | 2:4   | —     | (6:2) | (4:3) | 3:0   | 5 | 3 | 0 | 2 | 16:17 | 6 |
| 4.   | Rusko     | 2:4   | 4:4   | (2:6) | —     | (4:4) | 8:3   | 5 | 1 | 2 | 2 | 20:21 | 4 |
| 5.   | Česko     | 2:3   | 1:4   | (3:4) | (4:4) | —     | 4:2   | 5 | 1 | 1 | 3 | 14:17 | 3 |
| 6.   | Slovensko | (0:5) | (2:6) | 0:3   | 3:8   | 2:4   | —     | 5 | 0 | 0 | 5 | 7:26  | 0 |

### O 7. místo
Ukrajina –  Německo 2:1 na zápasy (2:1, 2:5, 2:1 pr.)
 Německo sestoupilo z elitní skupiny

## Turnajová ocenění
|                            | Brankář      | Obránce         | Obránce        | Útočníci      | Útočníci      | Útočníci      |
| -------------------------- | ------------ | --------------- | -------------- | ------------- | ------------- | ------------- |
| Ceny direktoriátu IIHF     | Mika Noronen | Jonas Elofsson  | Jonas Elofsson | Michel Riesen | Michel Riesen | Michel Riesen |
| All-Star Tým (podle médií) | Mika Noronen | Marko Kauppinen | Ilkkka Mikkola | Dmytro Cyrul  | Henrik Sedin  | Michel Riesen |

### Produktivita
|                  | G | A | B |
| ---------------- | - | - | - |
| Marko Kauppinen  | 5 | 4 | 9 |
| Michel Riesen    | 6 | 1 | 7 |
| Robin Bacul      | 5 | 2 | 7 |
| Maxim Afinogenov | 4 | 3 | 7 |
| tři hráči        | 3 | 4 | 7 |

## Mistři Evropy – Finsko
Brankáři: Mika Noronen, Mika Lehto

Obránci: Marko Kauppinen, Ilkkka Mikkola, Pasi Kuusisto, Karo Koivunen, Juha Gustafsson, Mikko Jokela, Väinö Kurtilla, Tomi Källarsson

Útočníci: Teemu Elomo, Eero Somervuori, Olli Ahonen, Timo Koskela, Mikka Männikkö, Teemu Virkkunen, Marco Tuokko, Zommi Hannus, Mikko Kainulainen, Tomasz Valtonen, Janne Hauhtonen, Jussi Pesonen

## Česká reprezentace
Brankáři : Marek Pinc, Zdeněk Šmíd

Obránci: Mario Cartelli, Jan Novák, Jan Horáček, Karel Rachůnek, Josef Melichar, Martin Škoula, Lukáš Galvas, Jiří Fischer

Útočníci: Radek Duda, Patrik Štefan, Petr Havelka, Robin Bacul, Petr Míka, Vojtěch Kubinčák, Petr Vala, Jaroslav Balaštík, Jan Šulc, Jan Fadrný, Milan Kraft, Přemysl Sedlák

## Nižší skupiny

### B skupina
Šampionát B skupiny se odehrál v Mariboru a Celji ve Slovinsku, postup na mistrovství Evropy juniorů 1998 si vybojovali Norové, naopak sestoupili domácí.
1.  Norsko

2.  Polsko

3.  Maďarsko

4.  Bělorusko

5.  Dánsko

6.  Francie

7.  Itálie

8.  Slovinsko

### C skupina
Šampionát C skupiny se odehrál v Miercurea-Ciuc a v Gheorgheni v Rumunsku, vyhráli jej Britové. Do D skupiny sestoupili Nizozemci.
1.  Velká Británie

2.  Lotyšsko

3.  Estonsko

4.  Rakousko

5.  Rumunsko

6.  Litva

7.  Chorvatsko

8.  Nizozemí

### D skupina
Šampionát D skupiny se odehrál v Bělehradě v Jugoslávii, vyhráli jej domácí.
1.  Jugoslávie

2.  Španělsko

3.  Bulharsko

4.  Izrael

5.  Island

6.  Turecko